# Something Corporate
Something Corporate var ett amerikanskt rockband från Orange County, Kalifornien, Kalifornien, USA, bildat 1998. Senaste medlemmar var pianisten och sångaren Andrew McMahon, gitarristen Josh Partington, basisten Kevin Page och trummisen Brian Ireland.

## Medlemmar
Senaste medlemmar
- Andrew McMahon – sång, piano (1998–2006, 2010)
- Josh Partington – sologitarr (1998–2006, 2010)
- Kevin "Clutch" Page – basgitarr (1998–2006, 2010)
- Brian Ireland – trummor, percussion (1998–2006, 2010)
- Bobby "Raw" Anderson – rytmgitarr, bakgrundssång (2006–2008, 2010)

Tidigare medlemmar
- Reuben Hernandez – rytmgitarr (1998–2001)
- William Tell – gitarr, sång (2001–2004)

## Diskografi
Studioalbum
- Ready... Break (2000)
- Leaving Through the Window (2002)
- North (2003)

EP
- Audioboxer (2001)
- Songs for Silent Movies (2003, endast Japan)
- Fillmore Theatre - November 5th, 2003 (live) (2003)
- Down the Alley (2004)

Singlar
- "Punk Rock Princess" / "Forget December" (2002)
- "If You C Jordan" (2003)

Samlingsalbum
- Played in Space: The Best of Something Corporate (2010)

DVD
- A Year in the Life (2002)
- Live at the Ventura Theater (2004)

Låtar utanför album
- The Galaxy Sessions (bootleg) (2001)
- "Konstantine" – med på Welcome to the Family (2001)
- "Forget December" – med på KROQ's Kevin and Bean present: Fo' Shizzle St. Nizzle (2002)
- "This Broken Heart", "Unravel" (Björk cover) och "Watch the Sky" – med på icke-USA-versionen av North (2003)
- "Just like a Woman" (Bob Dylan cover) – med på Listen to Bob Dylan: A Tribute (2005)